# Планы стран Европы по вмешательству в советско-финскую войну
В начале Второй мировой войны Великобритания и Франция всерьёз обсуждали возможность оказания военной помощи Финляндии, подвергшейся агрессии со стороны СССР начавшейся 30 ноября 1939 года. Ими рассматривалась возможность переброски французских и британских войск через территорию нейтральных Норвегии и Швеции, однако эти планы были отвергнуты, так как Норвегия и Швеция не дали право на проход чужих войск, опасаясь быть втянутыми в военный конфликт. Военные поставки различного вооружения и снаряжения для Финляндии осуществляли также Германия и Италия, для помощи финской армии немецким командованием также рассматривалась и обсуждалась переброска немецких войск через Швецию.
Московский мирный договор от марта 1940 года между СССР и Финляндией окончательно свёл на нет все обсуждения возможного вмешательства других европейских стран в этот военный конфликт.

## Краткий ход событий
В ноябре 1939 года началась Зимняя война между Финляндией и СССР. В феврале 1940 года после массированного наступления СССР и прорыва линии Маннергейма на Карельском перешейке Финляндия вынуждена была пойти на мирные переговоры СССР. Поскольку слухи о возможной капитуляции Финляндии и её присоединении к СССР продолжали распространяться, британская и французская общественность, стоявшие на стороне финнов, стали требовать военного вмешательства: когда новости о возможном перемирии достигли Парижа и Лондона, появились предложения об оказании военной поддержки финнам. Зимняя война шла в период абсолютного затишья на континенте после захвата немцами Польши, и особое внимание уделялось Скандинавии. В то время как британцы и французы на высшем правительственном, военном и дипломатическом уровнях готовили планы действий, всё ещё были сильны многочисленные разногласия и длились споры.
Французы и британцы согласовали план по вмешательству в войну: планировалось ввести войска в Норвегию, Швецию, Исландию и на Фарерские острова (Дания) без спроса правительств этих стран: целью этой операции было не только нанесение ущерба немецкой экономике, но и оказание помощи СССР. Частью плана становилось объявление войны СССР: основной базой ВМС союзников в этой войне должна была стать британская база на Скапа-Флоу. Помимо Великобритании и Франции, возмущение вторжением СССР в Финляндию было сильно и в нейтральных на тот момент США. Лига наций и вовсе исключила СССР из своих рядов, расценив его действия как агрессию, а в США стараниями прессы началась всеобщая демонизация СССР[прояснить].
Подлинные цели союзников заключались в перекрытии поставок железной руды из Швеции в Германию и последующем ударе по немецкой экономике. Министерство экономической войны Великобритании уверяло, что реализация союзных планов в Норвегии приведёт к серьёзному снижению производства в Германии, а удар по Швеции и вовсе парализует немецкую экономику до конца войны. Вести боевые действия на ожидаемом Западном фронте (франко-германская граница) почти не планировалось, войска бросались на открытие второго фронта. К декабрю 1939 года британское командование уже поддерживало план подобных действий, поскольку идею атаковать линии поставки нефти в Германию не были одобрены. Уинстон Черчилль, который стоял тогда во главе Адмиралтейства, требовал немедленного ввода войск в Норвегию и Швецию, чтобы убить двух зайцев: поддержать Финляндию и перекрыть поставку железной руды в Германию. Аналогичную поддержку высказали французы, желавшие бросить свои войска в бой. Уверенность в необходимости и выгоде вторжения усилились после первых серьёзных поражений СССР в Финляндии. Однако правительство Невилла Чемберлена свернуло все планы по вторжению, а Норвегия и Швеция от сотрудничества с западными союзниками отказались.

## Содержание планов
4—5 февраля 1940 года Верховное союзное командование одобрило первый план вторжения: 100 тысяч британских и 35 тысяч французских солдат высаживались в норвежском Нарвике и входили в Финляндию через территорию Швеции, обеспечивая маршруты снабжения собственных частей и финских войск. В качестве предлога использовалась официальная просьба Финляндии о помощи в адрес западных стран во избежание вмешательства Германии в войну: начало операции было запланировано на 20 марта. 2 марта британцы обратились к правительствам Норвегии и Швеции с просьбой предоставить право на свободный проход войск: расчёт был на то, что Норвегия и Швеция поддержат союзников и укрепят свои антигерманские позиции. Однако ещё в декабре 1939 года Гитлер предупредил шведское правительство, что в случае появления британско-французских войск на шведской территории он организует немецкое вторжение в Швецию.
Франко-британский план изначально предусматривал размещение войск на линиях Стокгольм—Гётеборг или Стокгольм—Осло (так называемая «Озёрная линия», проходившая через озёра Меларен, Ельмарен и Венерн), что обеспечивало естественную оборону на расстоянии от 1700 до 1900 км к югу от Нарвика. Фронт проходил бы через два крупнейших города Швеции, однако это могло вылиться в то, что значительная часть территорий была бы оккупирована или стала бы зоной боевых действий. Позже территорию, которая рассматривалась в плане, ограничили северной частью Швеции и узким участком на норвежском побережье.

## Реакция Швеции
Норвежское правительство наотрез отказалось предоставлять право прохода любых иностранных войск по своей территории. Премьер-министр Швеции Пер Альбин Ханссон аналогично отказался предоставлять подобные разрешения каким-либо странам, но Швеция о нейтралитете в Зимней войне не объявила. Шведское правительство утверждало, что поскольку в войне Германии против западных стран оно придерживается политики нейтралитета, то ни при каких обстоятельствах не будет предоставлять право прохода кому-либо.
Рассматриваются две версии подобных действий шведского правительства: по одной версии, Швеция не желала обострения отношений с Германией и СССР, по другой — намеревалась избежать какого-либо вмешательства в войну и разрушения своей инфраструктуры. Шведское правительство также отклонило многочисленные финские просьбы ввести шведские войска в Финляндию, заявив, что не сможет обеспечивать сколько-нибудь долго поставки оружия и припасов, усложнив этим положение Финляндии; норвежцы, в свою очередь, опасались притока финских беженцев в страну в случае капитуляции финнов перед СССР.
Через 15 месяцев Швеция предоставила право прохода одной немецкой дивизии из оккупированной немецким Вермахтом к тому времени Норвегии в Финляндию, в связи с намечавшимся нападением Германии на СССР; в последующие три года через территорию Швеции проследовали 2,14 млн. немецких солдат и более 100 тысяч железнодорожных составов, направлявшихся на Восточный фронт.